# 리투아니아 국립도서관

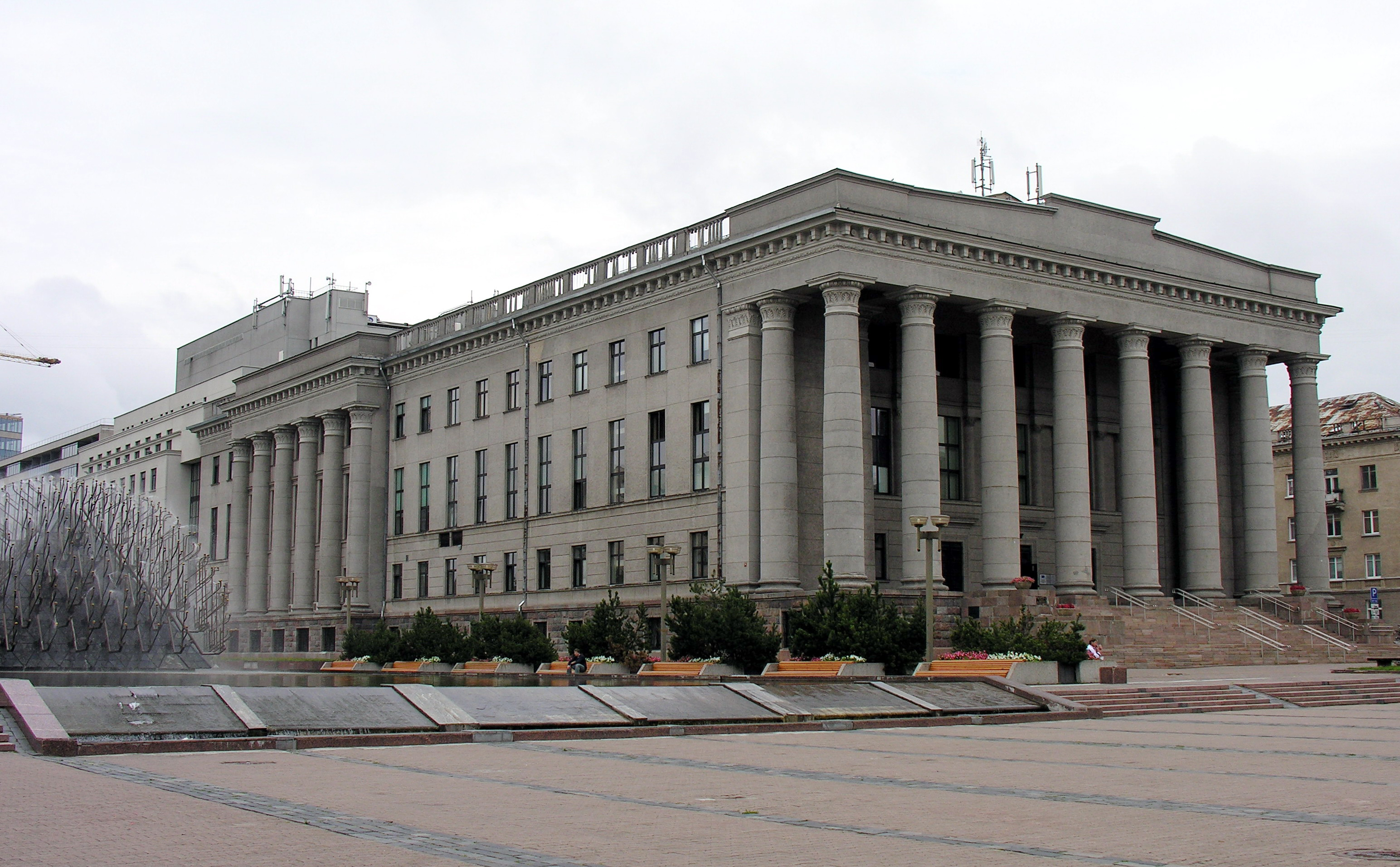
리투아니아 국립도서관

리투아니아 국립도서관(리투아니아어: Lietuvos nacionalinė Martyno Mažvydo biblioteka)은 리투아니아 빌뉴스에 위치한 국립도서관이다.

## 보유 문헌 개요
리투아니아 국립도서관에 소장된 문헌에는 2012년 기준으로 6,650,000권, 1,770,000개 타이틀의 다양한 인쇄물 및 기타 문서가 있다.
| 고객 서비스         | 2012년    |
| 등록 사용자         | 12 595    |
| 방문자              | 122 804   |
| 가상 사용자         | 972 177   |
| 발행 문서           | 1 166 035 |
| 사용자 워크스페이스 | 253       |